# Тайнопись греческой азбукой
Тайнопись греческой азбукой — употребление греческого алфавита в целях тайнописи. При этом записи по языку остаются русско-славянскими, по шрифту же становятся греческими. Для русских букв, отсутствующих в греческом алфавите (ч, ж, ц, ю, я) используются или приблизительные греческие аналоги, или деформированные кириллические буквы, или вновь придуманные знаки.
Пример такого рода тайнописи имеется на листе 79 (столбец 1) в рукописи начала XVI века б. Архива мин. ин. д. N 626 (Рис. 1). Здесь использованы сразу три азбуки: глаголица (одна буква), греческие буквы (буква ро интересно перевёрнута хвостиком вверх) и закруглённые на манер греческих кириллические знаки.
Другой пример использования греческого письма показывает Царственный Летописец Гос. Истор. Музея N 2291, где внизу сначала по 1-му листу, а потом с 8-го по 25-й приводится такая запись (Рис. 2). Дешифровка тайнописи показана на рис. 3. Кроме самого дробления надписи, для «затемнения» написанного используются записи гласных через дифтонги, греческие буквы деформируются, используются в одной строке (и даже в слове) прописные и строчные буквы.
В Прологе 1431—1434 гг. (Ленингр. публ. библ., F. I, 43) писанном монахом Ивоной в пригороде Новгорода Старой Русе приводится следующая тайнопись (Рис. 4). Здесь писец писал букву в через ипсилон и через бету, букву ж писал, как и букву з через дзету. Букву и он изображал то йотой, то этой, буква о — то омикрон, то омега. Для буквы ч придуман особый знак.
Мода на греческую тайнопись была распространена главным образом в XV—XVI веках.

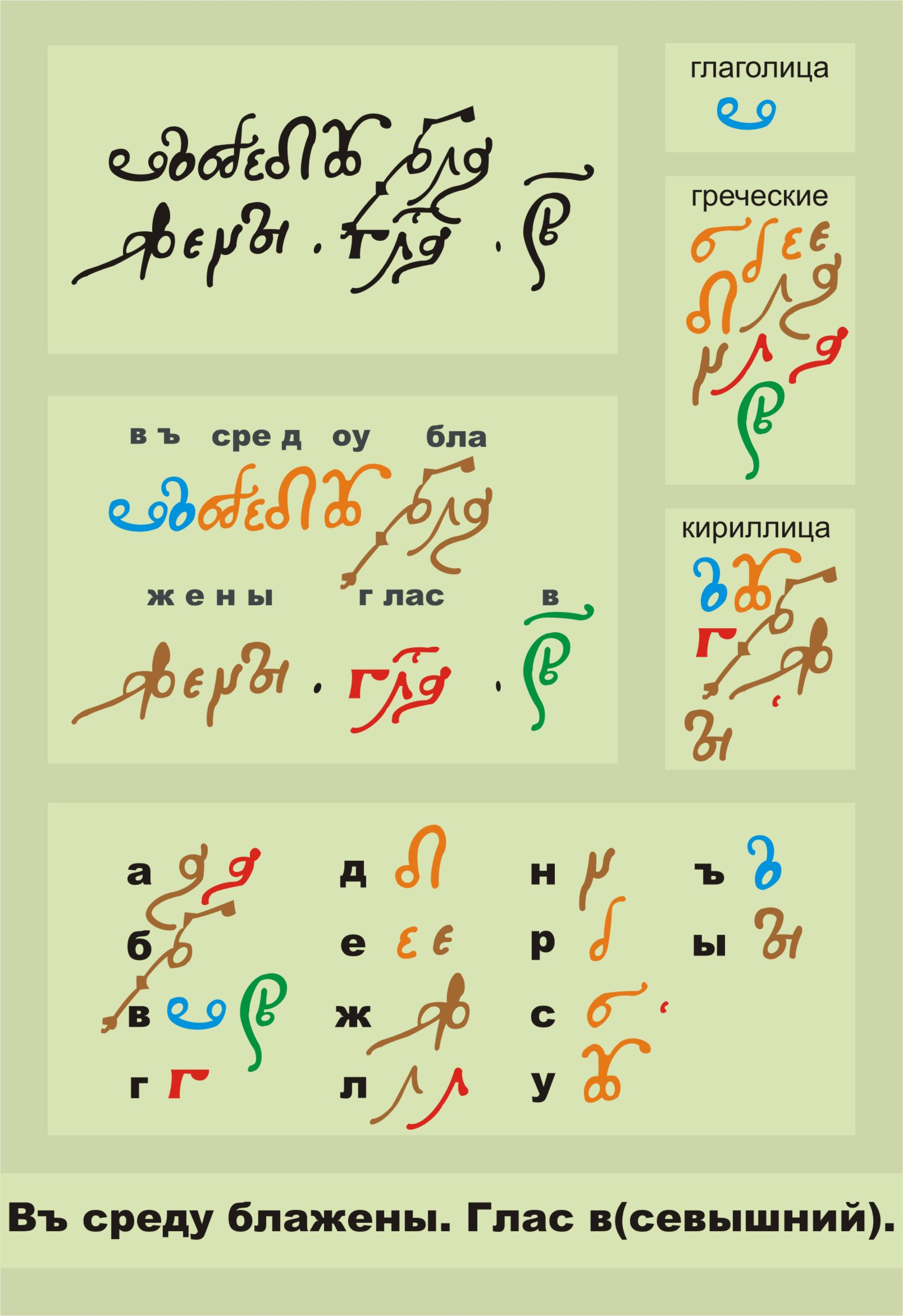
Рис. 1
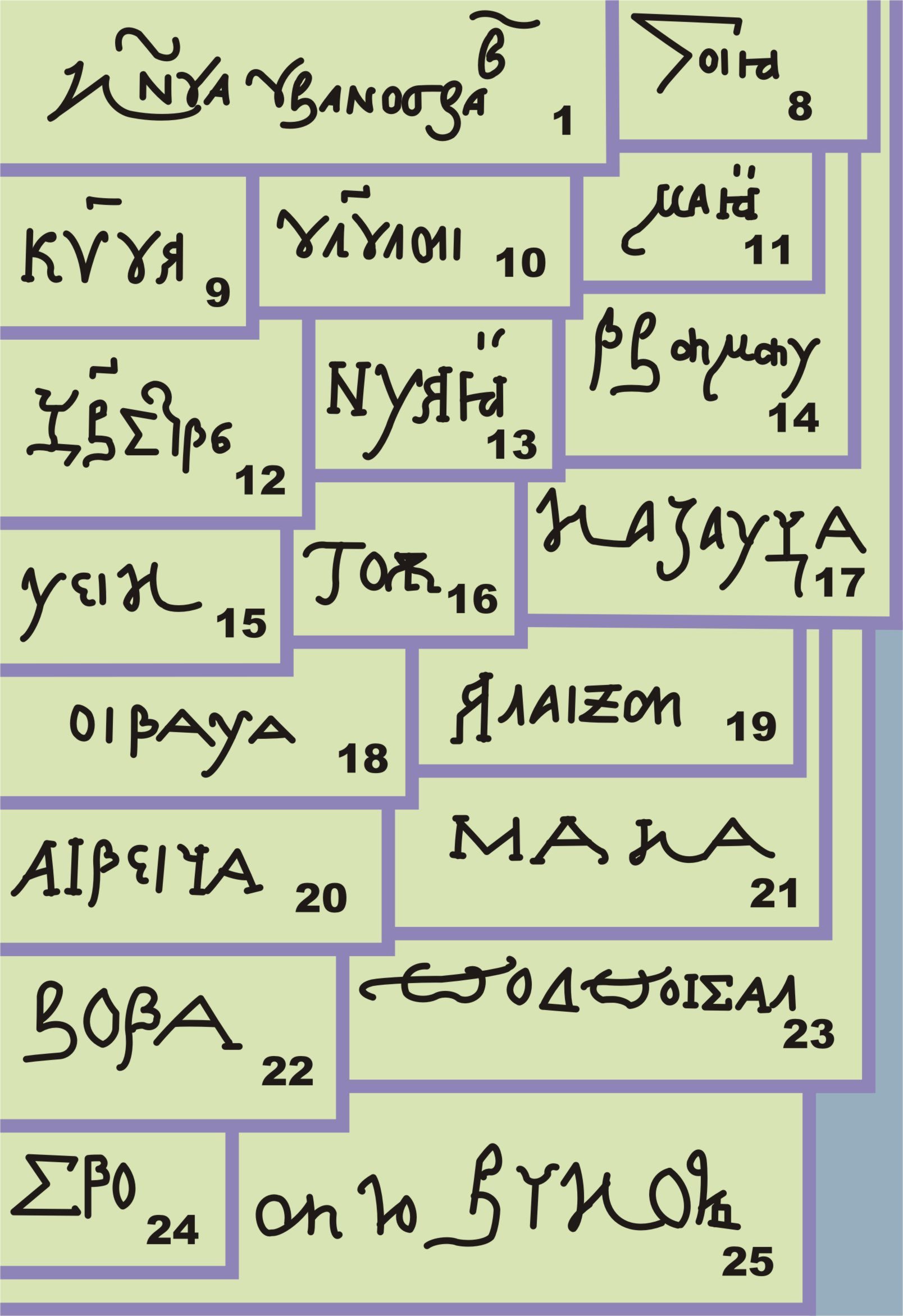
Рис. 2
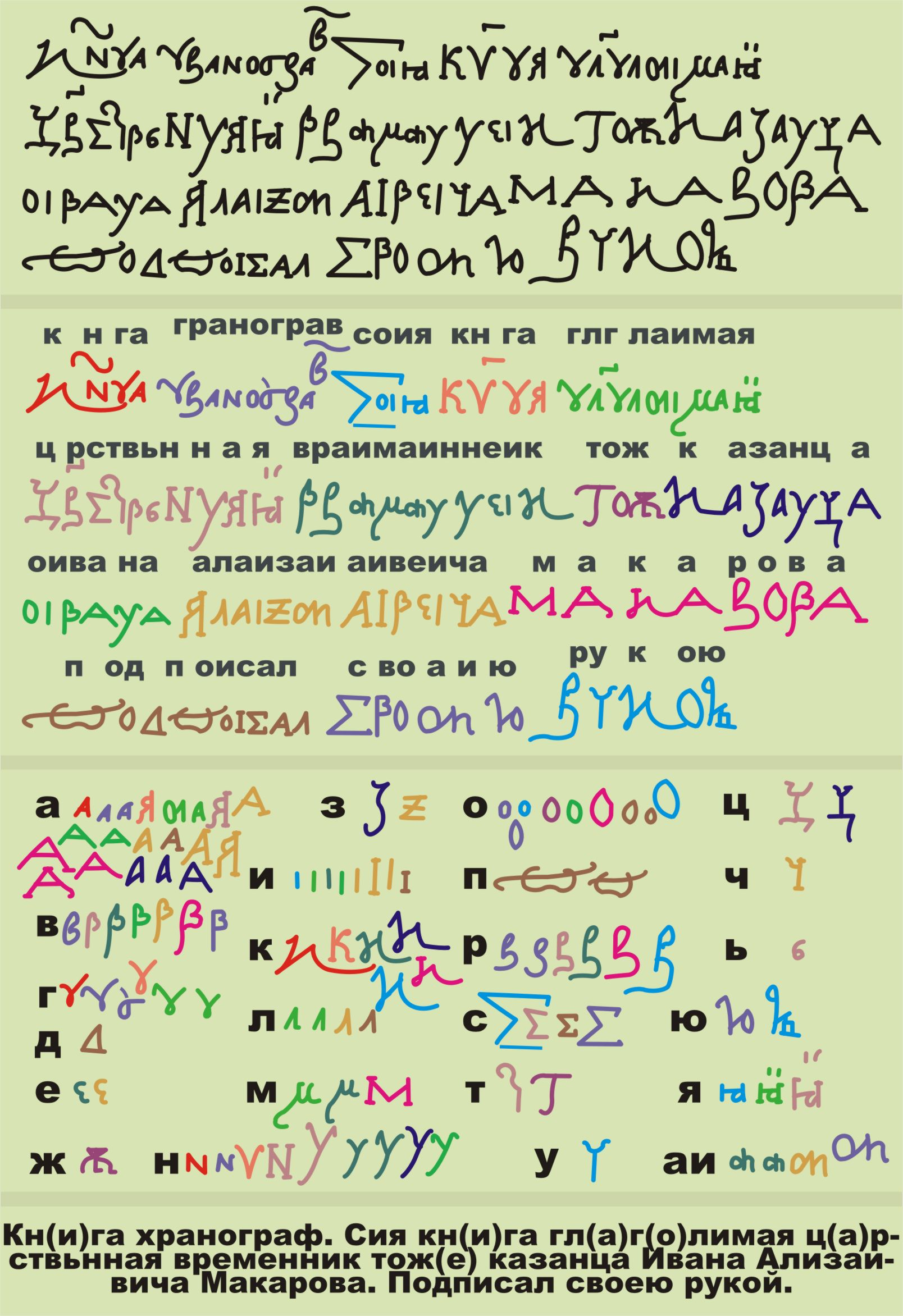
Рис. 3